# Юзефович, Владимир Михайлович
Владимир Михайлович Юзефович (1841—1893) — тайный советник, член Совета Главного управления по делам печати.

## Биография
Родился в 1841 году в семье инспектора народных училищ Киевской губернии Михаила Владимировича Юзефовича. В 1843 году в семье родился ещё один сын, Борис.
По окончании университета Св. Владимира 11 сентября 1862 года поступил на службу. В 1871 году получил звание камер-юнкера.
В 1879 году был пожалован в звание камергера и 27 июля произведён в действительные статские советники. В 1881 году назначен членом Совета Главного управления по делам печати. В конце 1891 года был направлен в качестве уполномоченного в пострадавшие от неурожая Самарскую и Пензенскую губернии. Его болезнь, чахотка, проявлявшаяся уже давно, получила несомненное печальное развитие в последнюю из довольно многочисленных его командировок; 5 апреля 1892 года он был произведён в чин тайного советника и вскоре отправился за границу для восстановления здоровья. 
Умер 25 апреля (7 мая) 1893 года в Веве, на восточном берегу Женевского озера. 
Как человек хорошего образования и большого литературного вкуса, он пользовался добрым именем в широком кругу знавших его лиц, умевших ценить также его готовность помочь всякому доброму делу.

## Награды
- орден Св. Владимира 3-й ст. (1878)
- орден Св. Станислава 1-й ст. (1885)
- орден Св. Анны 1-й ст. (1888)

- румынский железный крест «За переход через Дунай»